# Onzième gouvernement de Nouvelle-Calédonie
Nouvelle-Calédonie
Gouvernement Martin IV Gouvernement Martin VI
Le onzième gouvernement de la Nouvelle-Calédonie formé depuis les Accords de Nouméa, dit cinquième gouvernement Martin ou gouvernement Martin V, est élu par le Congrès le 1er avril 2011. Il s'agit du troisième exécutif à se succéder en un mois. Les neuvième (dit « troisième gouvernement Martin ») et dixième (dit « quatrième gouvernement Martin ») gouvernements étaient, l'un à la suite de l'autre, démissionnaires de plein droit les jours mêmes de leurs formations, respectivement le 3 et le 17 mars, du fait les deux fois de la démission en bloc (sauf un) des membres des listes Calédonie ensemble présentées  pour les élections de ces exécutifs. Le 25 mars, le Congrès a fixé, par délibération, le nombre de membres du nouveau gouvernement à former à 11, soit le maximum prévu par la loi organique. Comme quatre et deux semaines auparavant, et selon le même but (celui de pousser l'État à dissoudre le Congrès et les Assemblées de Provinces), le mouvement Calédonie ensemble a d'ores et déjà annoncé la démission de ce gouvernement le jour de son élection de l'essentiel de ses candidats, pour le faire chuter à son tour : c'est cette fois Hélène Iekawé qui abandonne son siège, de même que l'ensemble de ses suivants de liste. La répartition des secteurs d'animation et de contrôle est effectuée le 6 avril 2011.

## Gouvernement précédent
Quatrième gouvernement Martin

## Gouvernement suivant
Sixième gouvernement Martin

## Candidatures et élection

### Listes
Les candidats indiqués en gras sont ceux membres du Congrès, élus en 2009. 

### Résultats
|       | Liste                                   | Votes | %     | Sièges au Gouvernement | Détail du vote |
| ----- | --------------------------------------- | ----- | ----- | ---------------------- | --- |
|       | Rassemblement-UMP - Avenir ensemble-LMD | 18    | 33,33 | 4                      | Les 13 Rassemblement-UMP, les 3 Avenir ensemble, 1 MoDem (Didier Leroux), 1 LMD (Simon Loueckhote)                                      |
|       | « Entente » du FLNKS                    | 16    | 29,63 | 3                      | Les 12 du groupe FLNKS (9 UC, 1 Palika, 1 RDO, 1 UC Renouveau) et les 4 Travaillistes                                                   |
|       | Calédonie ensemble                      | 13    | 24,07 | 3                      | Les 10 Calédonie ensemble, 1 RPC (Jean-Luc Régent), 2 non inscrites (1 ex-RPC, Nathalie Brizard, et 1 ex-Avenir ensemble, Corine David) |
|       | UNI                                     | 7     | 12,96 | 1                      | Les 6 du groupe UNI (tous Palika) et 1 LKS (Nidoïsh Naisseline)                                                                         |
| Total | Total                                   | 54    | 100   | 11                     | - |

## Présidence et vice-présidence
- Président : Harold Martin
- Vice-président : Gilbert Tyuienon

## Composition

### Issus de la liste des groupesRassemblement-UMPetAvenir ensemble-LMD

#### Membres de l'Avenir ensemble
| Personnalité    | Secteurs de compétence | Autres fonctions                                                                                 | Profession                                                                | Commune - Province   |
| --------------- | --- | ------------------------------------------------------------------------------------------------ | ------------------------------------------------------------------------- | -------------------- |
| Harold Martin   | Président Transport aérien international - Douanes - Agriculture, Élevage, Pêche Coopération régionale et Relations extérieures Coordination avec les Provinces - Suivi des décisions du Comité des signataires - Coordination des Transferts de compétences | Maire de Païta Président du Congrès Ancien président du gouvernement auparavant (2007-2009/2011) | Gérant d'organismes agricoles                                             | Païta, Province Sud  |
| Sylvie Robineau | Formation professionnelle - Santé - Protection sociale Handicap - Solidarité - Suivi du Médipôle de Koutio |                                                                                                  | Conseillère d'orientation-psychologue Gérante d'organisme sociaux publics | Nouméa, Province Sud |

#### Membres duRassemblement-UMP
| Personnalité        | Secteurs de compétence | Autres fonctions              | Profession                                                     | Commune - Province   |
| ------------------- | --- | ----------------------------- | -------------------------------------------------------------- | -------------------- |
| Sonia Backes        | Énergie - Budget - Finances - Fiscalité - Économie numérique Questions liées à la Communication audiovisuelle Enseignement supérieur - Recherche - Transfert de l'enseignement Porte-parole                                                                      |                               | Informaticienne Fonctionnaire territorial Dirigeante syndicale | Nouméa, Province Sud |
| Jean-Claude Briault | Enseignement - Jeunesse - Sports - Jeux du Pacifique de 2011 Fonction publique - Dialogue social - Questions de société Francophonie - Coordination avec les Provinces - Suivi des décisions du Comité des signataires Relations avec le Congrès et les communes | 6e adjoint au maire de Nouméa | Fonctionnaire, journaliste                                     | Nouméa, Province Sud |

### Issus de la liste du groupeFLNKS

#### Membres de l'UC
| Personnalité     | Secteurs de compétence | Autres fonctions | Profession                | Commune - Province      |
| ---------------- | --- | ---------------- | ------------------------- | ----------------------- |
| Gilbert Tyuienon | Vice-président Infrastructures publiques - Transports aérien domestique, terrestre et maritime - Mines Suivi du Schéma d'aménagement NC 2025 - Sécurité routière Coordination avec les Provinces - Suivi des décisions du Comité des signataires - Coordination des Transferts de Compétences Coopération régionale et Relations extérieures | Maire de Canala  | Fonctionnaire territorial | Canala, Province Nord   |
| Anthony Lecren   | Économie - Commerce extérieur - Développement durable Questions liées au Logement - Aménagement foncier - Transfert de l'ADRAF Recherche - Francophonie - Relations avec le CES Porte-parole suppléant |                  | Chargé d'affaires         | Mont-Dore, Province Sud |

#### Membre duParti travailliste
| Personnalité     | Secteurs de compétence | Autres fonctions | Profession                                            | Commune - Province      |
| ---------------- | --- | --- | ----------------------------------------------------- | ----------------------- |
| Georges Mandaoué | Travail et emploi - Insertion professionnelle Identité kanak et Affaires coutumières - Dialogue social Relations avec le Sénat coutumier et les Conseils coutumiers | Conseiller municipal d'opposition de Houaïlou Ancien président du Sénat coutumier (2001-2002) Ancien sénateur coutumier de l'aire Ajië-Aro (1999-2009) | Autorité coutumière kanak Agent de l'OPT Syndicaliste | Houaïlou, Province Nord |

### Issus de la liste du groupeCalédonie ensemble

#### Membres non démissionnaires
| Personnalité     | Secteurs de compétence | Autres fonctions | Profession                                                              | Commune - Province   |
| ---------------- | --- | --- | ----------------------------------------------------------------------- | -------------------- |
| Philippe Gomès   | Procédure civile Transferts de la sécurité civile, du droit civil et commercial et des règles de l'état civil                                                                       | Ancien Maire de La Foa (1989-2008) Ancien président de la Province Sud (2004-2009) Ancien Président du Gouvernement (2009-2011) | Fonctionnaire territorial                                               | La Foa, Province Sud |
| Philippe Dunoyer | Réglementation des professions libérales - Officiers publics et ministériels Transfert de la circulation aérienne et maritime - Préparation des transferts prévus dans l'article 27 | | Fonctionnaire territorial Ancien directeur de cabinet de Philippe Gomès | Nouméa, Province Sud |

#### Membre démissionnaire
| Personnalité  | Secteurs de compétence | Autres fonctions | Profession                  | Commune - Province   |
| ------------- | ---------------------- | ---------------- | --------------------------- | -------------------- |
| Hélène Iekawé | Météorologie           |                  | Professeur en langues kanak | Nouméa, Province Sud |

### Issue de la liste du groupeUNI
| Personnalité | Secteurs de compétence | Autres fonctions | Profession                                      | Commune - Province         |
| ------------ | --- | ---------------- | ----------------------------------------------- | -------------------------- |
| Déwé Gorodey | Culture - Condition féminine - Citoyenneté Coordination avec les Provinces - Suivi des décisions du Comité des signataires |                  | Enseignante, conteuse en langues kanak Écrivain | Ponérihouen, Province Nord |

## Pôles de compétences
Les neuf pôles de compétences établis pour la troisième fois dans un but de symboliser : « la collégialité au quotidien et dans tous les secteurs », sont :
1. aménagement du territoire : Équipement et Infrastructures, Transports, Sécurité routière, Mines et Métallurgie, Schéma d'aménagement NC 2025, Énergie et Météorologie (Gilbert Tyuienon, Harold Martin, Sonia Backes et Hélène Iekawé) ;
2. administration, finances et nouvelles technologies : Budget, Finances, Fiscalité, Économie numérique, Fonction publique et Communication audiovisuelle (Sonia Backes, Anthony Lecren et Jean-Claude Briault) ;
3. enseignement, formation et éducation : Enseignement, Formation professionnelle, Jeunesse et Sports et Suivi des questions liées à l'Enseignement supérieur et Recherche (Jean-Claude Briault, Sonia Backes, Sylvie Robineau et Anthony Lecren) ;
4. économique et social : Économie, Commerce extérieur, Douanes, Travail et emploi, Insertion professionnelle, Dialogue social, Agriculture, Élevage, Pêche, Développement durable et Suivi des questions d'Aménagement foncier (Anthony Lecren, Harold Martin, Jean-Claude Briault et Georges Mandaoué) ;
5. citoyenneté et questions de société : Identité kanak et Affaires coutumières, Culture, Condition féminine, Citoyenneté et Questions de société (Georges Mandaoué, Déwé Gorodey et Jean-Claude Briault) ;
6. actions sanitaires et sociales et solidarité : Santé, Protection sociale, Handicap et Solidarité, Suivi du Médipôle de Koutio et Questions liées au logement (Sylvie Robineau et Anthony Lecren) ;
7. transferts de compétences : de l'enseignement, de l'ADRAF, de la sécurité civile, du droit civil et commercial, des règles de l'état civil et de la circulation aérienne et maritime et préparation des transferts prévus dans l'article 27 (Harold Martin, Gilbert Tyuienon, Sonia Backes, Anthony Lecren, Philippe Gomès et Philippe Dunoyer) ;
8. relations extérieures : Francophonie et Relations extérieures (Harold Martin, Gilbert Tyuienon, Jean-Claude Briault et Anthony Lecren) ;
9. relations intercollectivités et institutions : Coordination de la politique du gouvernement avec les Provinces, Coordination du suivi des décisions du Comité des signataires, Relations avec le Congrès, le Conseil économique et social, le Sénat coutumier et les communes (Gilbert Tyuienon, Harold Martin, Jean-Claude Briault, Georges Mandaoué et Déwé Gorodey).